# Иван Пенев
Иван Пенев е български олимпиец, участвал на зимните олимпийски игри в Сапоро през 1972 г. и в Инсбрук през 1976 г.

## Биография
Роден е на 20 януари 1950 година. Участва в три алпийски дисциплини – спускане, гигантски слалом и слалом на зимните олимпийски игри, провели се в Сапоро през 1972 година и на следващите олимпийски игри, проведени в Инсбрук през 1976 г. 
Резултати от Сапоро 1972
спускане – 40-и от 55 участници
гигантски слалом – 32-ри от 73 участници
слалом – 27-и от 72 участници
Резултати от Инсбрук 1976
спускане – 48-и от 74 участници
гигантски слалом – 31-ви от 97 участници
слалом – 28-и от 94 участници